# Euchlaena vinulentaria
Euchlaena vinulentaria är en fjärilsart som beskrevs av Augustus Radcliffe Grote och Robinson 1897. Euchlaena vinulentaria ingår i släktet Euchlaena och familjen mätare. Inga underarter finns listade i Catalogue of Life.